# Elzenviltmijt
De elzenviltmijt (Acalitus brevitarsus) is een eriophyid mijt die op sommige soorten els koepelvormige, blaarachtige zwellingen veroorzaakt, bekend als gallen.

## Kenmerken
Het veroorzaakt een bleke, licht gewelfde zwelling aan de bovenzijde. Deze wordt veroorzaakt door mijten die leven en zich voeden in het erineum (haren), aan de onderzijde. De haren zijn eerst wit of geelachtig, later roestbruin en met een loep ziet het erineum eruit als een mat van glanzende, glasachtige haren. In de herfst brengen de mijten de winter door in oude kegels en schorsspleten.
Deze gal komt voor op de hartbladige els (Alnus cordata), zwarte els (Alnus glutinosa), witte els (Alnus incana), zwarte els x witte els (Alnus x pubescens) en de groene els (Alnus viridis).
Een schimmel, Taphrina sadebeckii, kan er aan de bovenkant hetzelfde uitzien.

## Voorkomen
Hij komt voor in Europa, van Spanje tot Rusland, inclusief de Balkan.